# Momoto-fumiagari
Momoto-fumiagari (百度踏揚 ou 百十踏揚) (dates de naissance et de mort inconnues, XVe siècle) est une princesse de la première dynastie Shō du Royaume de Ryūkyū:677,:35.

## Nom
« Momoto-fumiagari » n’est pas son nom personnel, qui ne nous est pas parvenu, mais son nom divin en tant que prêtresse de haut rang:51. Cela signifie « haut esprit de toute éternité »:39. Le nom divin de « Momoto-fumiagari » n’est plus utilisé par d’autres prêtresses après la mort de la fille de Shō Taikyū:51.
Les sources historiques (toutes compilées plusieurs siècles après sa mort) l’appellent Momoto-fumi-akari (もゝと、ふみ、あかり)  ou Princesse royale Fumiagari Aji (蹈揚按司乃王女 ou 王女踏揚按司),.

## Liens familiaux
Momoto-fumiagari est la fille aînée du sixième roi de la première dynastie Shō, Shō Taikyū et de sa reine, la fille de Gosamaru (Aji de Yuntanza, puis de Nakagusuku). Elle descend également par sa mère et par sa grand-mère paternelle de la lignée des rois de Hokuzan.
Fille aînée du roi, elle participait aux cérémonies religieuses protégeant la famille royale et le royaume. Les sources qui parlent d’elle insistent sur le fait qu’elle danse et chante des chants religieux,.
- père : Shō Taikyū (尚 泰久?)
- mère : Fille de Gosamaru (護佐丸女?)
- frère aîné : Ashitomi-kanahashi ou Ashitū-kanahashi (安次富金橋 ou 安次富加那巴志?) (fondateur de la maison Ashitomi)
- frère cadet : Mitsubatabuki (三津葉多武喜?) (fondateur de la maison Nakaema)
- frère cadet : Hachiman-ganashi (八幡加那志?) (fondateur du clan Shū)
- premier mari : Amawari (阿麻和利?) (Aji de Katsuren)
- second mari : Uni-ufugushiku (鬼大城?) (Aji de Goeku)
- fils (avec Uni-ufugushiku) : Ka Shōki (夏 承基?)

## Omoro
Neuf poèmes de l’Omorosaushi mentionnent Momoto-fumiagari (volume 6, poèmes 335 à 343), mais il n’est pas possible de savoir s’ils concernent la fille de Shō Taikyū, ou des prêtresses qui l’auraient précédée, portant le même nom divin. Les prières et les danses de Momoto-fumiagari y sont présentées comme la cause du pouvoir royal.

## Biographie

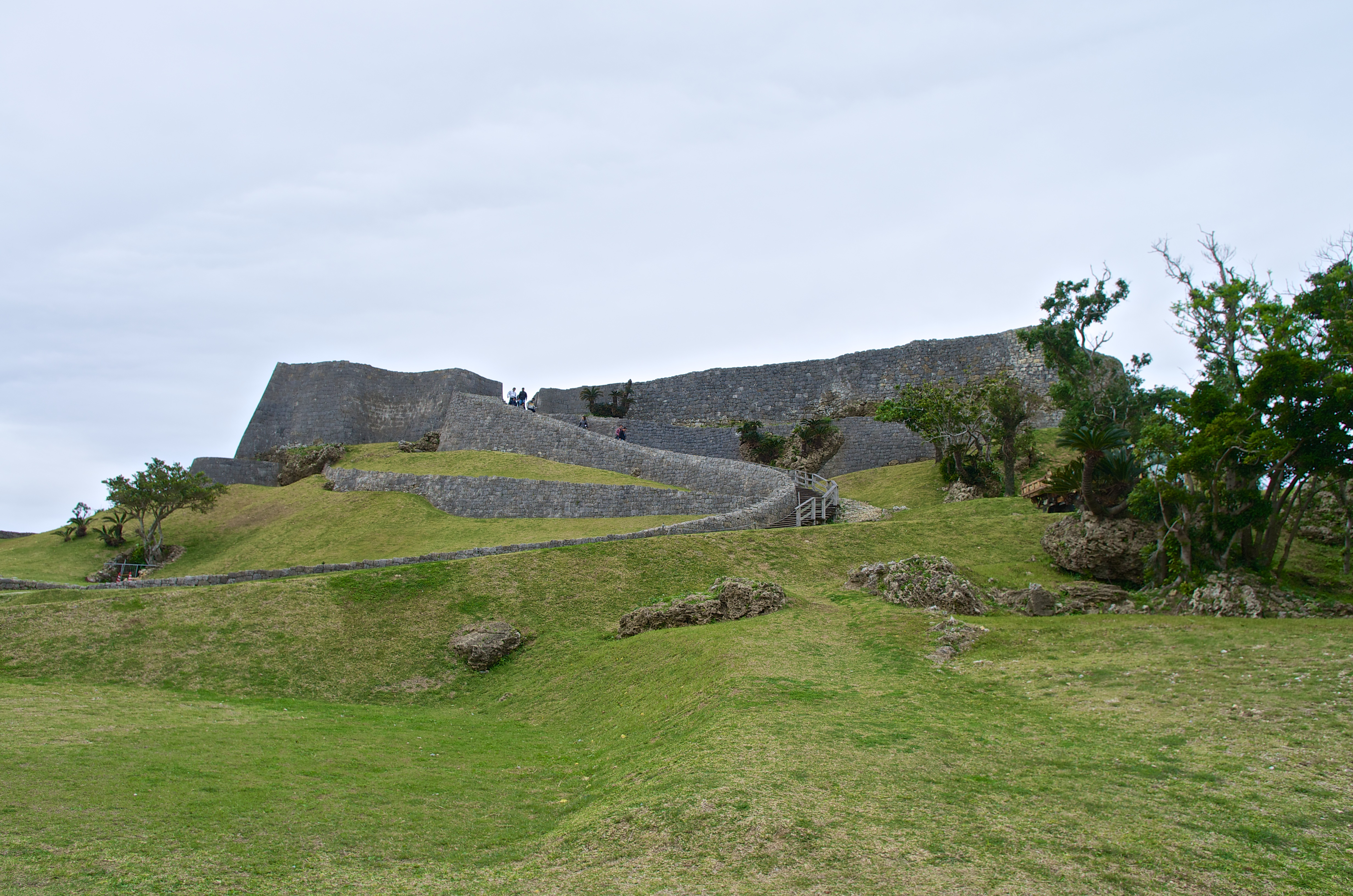
Katsuren Gusuku

Momoto-fumiagari épouse en première noces l’Aji de Katsuren, Amawari. Il s’agit d’un jeune homme d’extraction paysanne qui s’est élevé très rapidement au rang d’aji et contrôle le gusuku de Katsuren. Sa puissance est telle que le roi lui donne la main de sa fille, probablement dans le but de contrôler cet aji au pouvoir grandissant:50-51,:39.
Lors du conflit entre Amawari et Gosamaru en 1458, après la mort de Gosamaru, Momoto-fumiagari découvre les intentions d’Amawari de marcher sur Shuri pour renverser Shō Taikyū. Elle s’enfuit du château de Katsuren avec Uni-ufugushiku, un vassal fidèle au roi qui la transporte sur son dos jusqu’à Shuri pour qu’elle prévienne son père du danger que représente son mari,.
La tradition veut que, arrivés sur la plage de Waniyama (和仁屋間) (Nakagusuku), ils aperçoivent de nombreuses torches venant dans leur direction depuis Katsuren, montrant qu’Amawari a envoyé une armée pour empêcher Momoto-fumiagari de prévenir son père. Momoto-fumiagari entonne un chant divin et une forte pluie éteint les torches, provoquant la confusion chez leurs poursuivants,:60-61.
Les enregistrements généalogiques du clan Ka citent le poème 342 de l’Omorosaushi, dans lequel Momoto-fumiagari provoque une tempête, comme se référant à cet épisode.
Lorsqu’ils arrivent enfin à Shuri, le roi, scandalisé que sa fille erre la nuit avec un homme qui n’est pas son mari, refuse d’abord de la laisser entrer. Il n’ouvre les portes de Shuri que lorsqu’elle menace de se suicider en se pendant à un arbre du site sacré d'Akatauchiyau-nu-utaki.
Ayant informé le roi des desseins de son mari, Momoto-fumiagari entonne plusieurs chants religieux, prenant en charge la protection du royaume. Les enregistrements généalogiques du clan Ka citent le poème 343 de l’Omorosaushi comme se référant à cet épisode, où le roi se montre fier de sa fille.
Shō Taikyū confie les armées de Shuri à Uni-ufugushiku, qui défait Amawari. 
Après cette bataille, Momoto-fumiagari épouse Uni-ufugushiku, qui reçoit le magiri de Goeku,,:28-33,:50-51,:40. 
En 1469, après le coup d’état de Shō En qui renverse la première dynastie Shō et instaure la seconde, le mari de Momoto-fumiagari, resté fidèle au roi Shō Toku, tombe en disgrâce et est assassiné après s’être retranché dans une grotte sur les pentes du château de Chibana:41.
La plupart des frères de Momoto-fumiagari avaient quitté Shuri, probablement en 1461 quand Shō Toku était devenu roi, ou avant en relation avec le conflit avec Gosamaru. Ils avaient été écartés du pouvoir car ils étaient les enfants de la fille de Gosamaru. Ils contrôlaient alors des terres dans le sud de l’île d’Okinawa:102-104.
Momoto-fumiagari se réfugie auprès de son frère Mitsubatabuki dans le château d’Ōkawa (Tamagusuku, Nanjō), se consacre à la religion et termine sa vie dans une résidence située à l’emplacement de l’actuelle Résidence Nakaema dans le village de Nakaema (Nanjō):50-51,:41.
Bien que les sources officielles ne le mentionnent pas, les traditions locales affirment que la résistance au coup d’état de Shō En et à la création de la seconde dynastie Shō se serait organisé autour du château de Nakaema, alors tenu par le quatrième fils de Shō Taikyū et de la fille de Gosamaru, Hachiman-ganashi:64-65. La destruction du château aurait eu lieu sous le règne de Shō Shin, troisième roi de la seconde dynastie Shō, ce qui laisse supposer que les conflits n’ont pas été calmés rapidement et que la fin de la vie de Momoto-fumiagari a probablement été marquée par d’autres batailles.

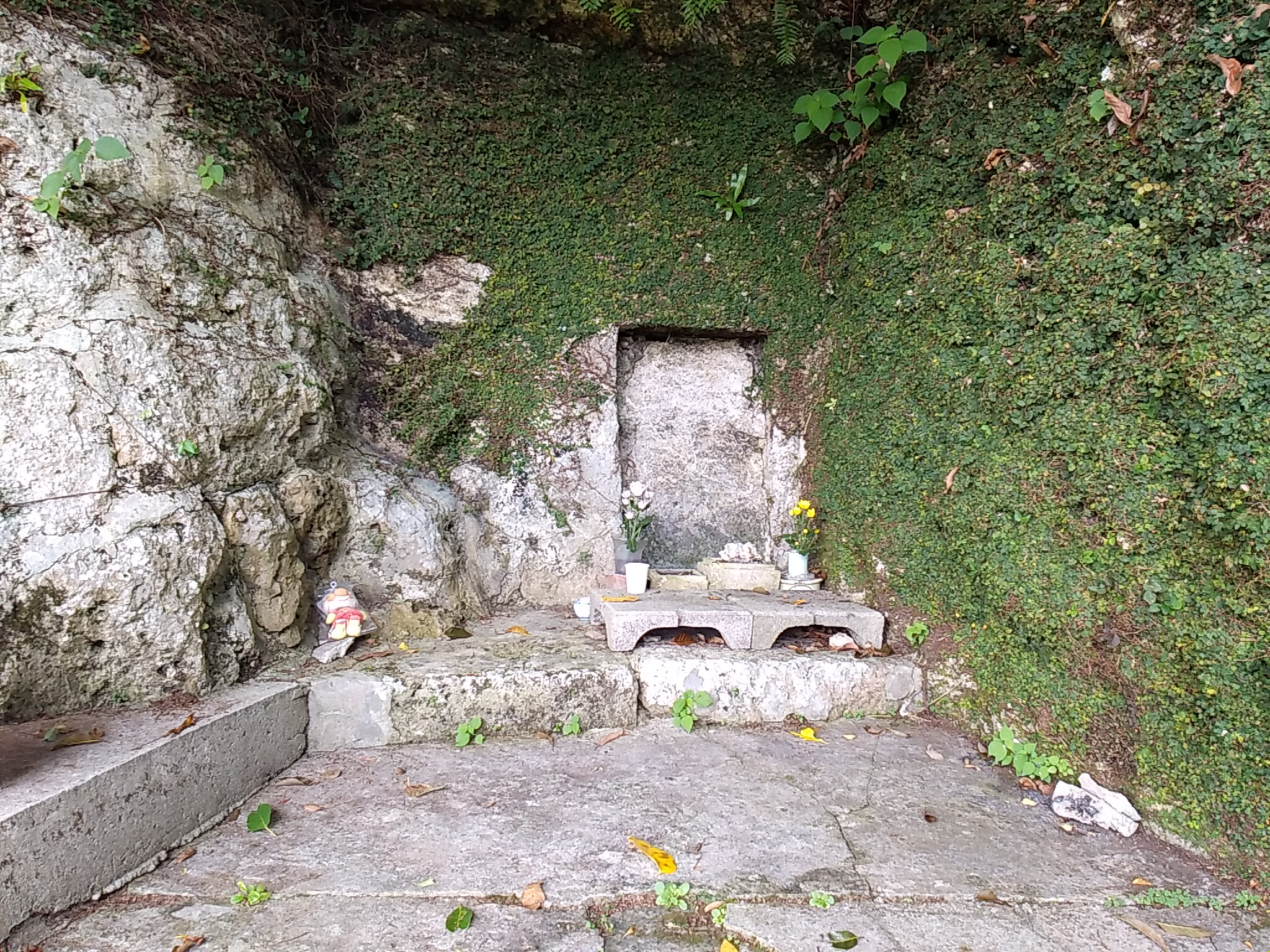
Tombe de Mitsubatabuki et Momotofumiagari

La tombe de Momoto-fumiagari était à l’origine dans une falaise calcaire dans la forêt sacrée Irihichimui (西ヒチ森) (Fusato, Tamagusuku), mais elle a été détruite en 1962 lors de la construction du collège de Tamagusuku. À cette occasion, la tombe a été déplacée dans la falaise à l’est du terrain de sport du collège, à côté de la tombe collective des descendants de Mitsubatabuki. 
Une épingle à cheveux en or et un miroir en bronze lui ayant appartenu sont conservés par le clan des descendants de Mitsubatabuki:41.
Bien que les sources officielles ne mentionnent pas sa descendance, le clan Ka (夏) revendique Uni-ufugushiku comme ancêtre et leurs documents généalogiques mentionnent Momoto-fumiagari. Seul le fils aîné de Uni-ufugushiku est mentionné, nommé Ka Shōki (夏 承基):41,.

## Dans la culture populaire
- Momoto-fumiagari est un des personnages principaux de la pièce de kumiodori moderne  le courageux Amawari (肝高の阿麻和利, Chimudaka no Amawari?)[15].
- Momoto-fumiagari est jouée par Rino Higa dans la série de téléfilms Amawari the last hero diffusée sur la chaîne RBC en 2024[16].